# Trinity University (Texas)
La Trinity University è un'università di San Antonio, in Texas, negli Stati Uniti d'America

## Storia
La Trinity University venne fondata nel 1869 a Tehuacana (Texas) da un gruppo di protestanti della chiesa di Cumberland, che fusero tre piccoli college presbiteriani che avevano perso molti studenti nel corso della guerra di secessione. John Boyd, che era stato membro del Congresso della Repubblica del Texas dal 1836 al 1845 e del senato del Texas dal 1862 al 1863, donò un terreno di 1.100 acri (4,45 chilometri quadrati) e assistenza finanziaria per gettare le fondamenta della nuova università.
Nel 1902, la sede della Trinity University venne trasferita a Waxahachie (Texas). Dal 1942, l'istituto si trova a San Antonio. Nello stesso decennio, l'architetto O'Neil Ford progettò svariate strutture della Trinity University.